# الهندوسية في إيطاليا
يمارس 0.3٪ من سكان إيطاليا الهندوسية. يمارسها 0.1٪ من المواطنين الإيطاليين و 2.9٪ من السكان المهاجرين. وهو الدين الأسرع نموًا في إيطاليا. هناك ما يقرب من 177,200 هندوسياً في إيطاليا 30,392 منهم مواطنون إيطاليون و 146,800 مقيم أجنبي.